# Thyreus albomaculatus
Thyreus albomaculatus är en biart som först beskrevs av Degeer 1778.  Thyreus albomaculatus ingår i släktet Thyreus och familjen långtungebin. Inga underarter finns listade i Catalogue of Life.